# (120178) 2003 OP32
(120178) 2003 OP32 es un objeto transneptuniano que reside en el cinturón de Kuiper. Fue descubierto el 26 de julio de 2003 por Michael E. Brown, Chad Trujillo y David L. Rabinowitz en el Monte Palomar, California.

## Origen
Basándose en su patrón común de absorción infrarroja del hielo y la agrupación de sus elementos orbitales, los otros KBOs (24835) 1995 SM55, (19308) 1996 TO66, (55636) 2002 TX300 y (145453) 2005 RR43, entre otros, parecen ser fragmentos desprendidos por colisión del planeta enano Haumea. El color neutro del espectro de estos objetos en el rango visible evidencia la ausencia de compuestos orgánicos complejos en la superficie de estos cuerpos, la cual se ha estudiado en detalle para la superficie de Haumea.